# Federazione pallavolistica della Repubblica Dominicana
La Federazione dominicana di pallavolo (spa. Confederación Dominicana de Voleibol, FeDoVoli) è un'organizzazione fondata per governare la pratica della pallavolo nella Repubblica Dominicana.
Organizza il campionato maschile e femminile, e pone sotto la propria egida la nazionale maschile e femminile.
Ha aderito alla FIVB nel 1955.